# Amager Travbane (dokumentarfilm)
|  | Denne artikel er oprettet af botten Steenthbot ud fra en ekstern database. Den kan derfor have sproglige fejl eller mangler. Denne skabelon kan fjernes efter kontrol af indholdet. |

Amager Travbane er en dansk dokumentarisk optagelse.

## Handling
Privat- eller amatøroptagelser fra Amager Travbane. Meget svingende kvalitet. Uden årstal men formentlig fra 40'erne.